# Julius Rudel
Julius Rudel (Viena, Àustria, 6 de març de 1921 − Manhattan, 26 de juny de 2014) va ser un director d'orquestra estatunidenc d'origen austríac, que va ser director artístic del New York City Opera de 1957 a 1979.

## Biografia
Va començar els seus estudis musicals a l'Acadèmia de música de Viena, però amb l'adveniment del nazisme, emigra als Estats Units el 1938, on continua els seus estudis a la Mannes School of Music de New York.
El 1943 va ser pianista repetidor al New York City Opera, i hi debuta com a director d'orquestra l'any següent, a Der Zigeunerbaron de Johann Strauss. Va ser director artístic d'aquest teatre de 1957 a 1979, al qual li dona una gran empenta produint un repertori molt ampli, des de Monteverdi a Leoš Janáček. Paral·lelament, va ser igualment director artístic del festival de Caramoor a l'Estat de Nova York de 1962 a 1976, i va ser el primer director musical del Kennedy Center a Washington DC així com del Wolf Trap Park fur the Performing Arts a Vienna, Virgínia.